# Bouvignies (België)
Bouvignies is een dorp in de Belgische provincie Henegouwen, en een deelgemeente van de Waalse stad Aat.
Bouvignies was een zelfstandige gemeente, tot die bij de gemeentelijke herindeling van 1977 toegevoegd werd aan de gemeente Aat.

## Bezienswaardigheden
- De Onze-Lieve-Vrouwekerk (Église de la Sainte-Vierge) is een classicistisch bouwwerk uit het laatste derde deel van de 18e eeuw, gebouwd in baksteen. Het kerkmeubilair is deels 18e-eeuws. Het doopvont is van 1640.
- Het Château Francqué is een neoclassicistisch woonhuis van 1844.

## Natuur en landschap
Bouvignies ligt aan de Dender en aan de Blanche, een zijriviertje van de Dender. De hoogte aan de kerk bedraagt 41 meter.

## Demografische ontwikkeling
- Bronnen:NIS, Opm:1831 tot en met 1970=volkstellingen, 1976= inwoneraantal op 31 december

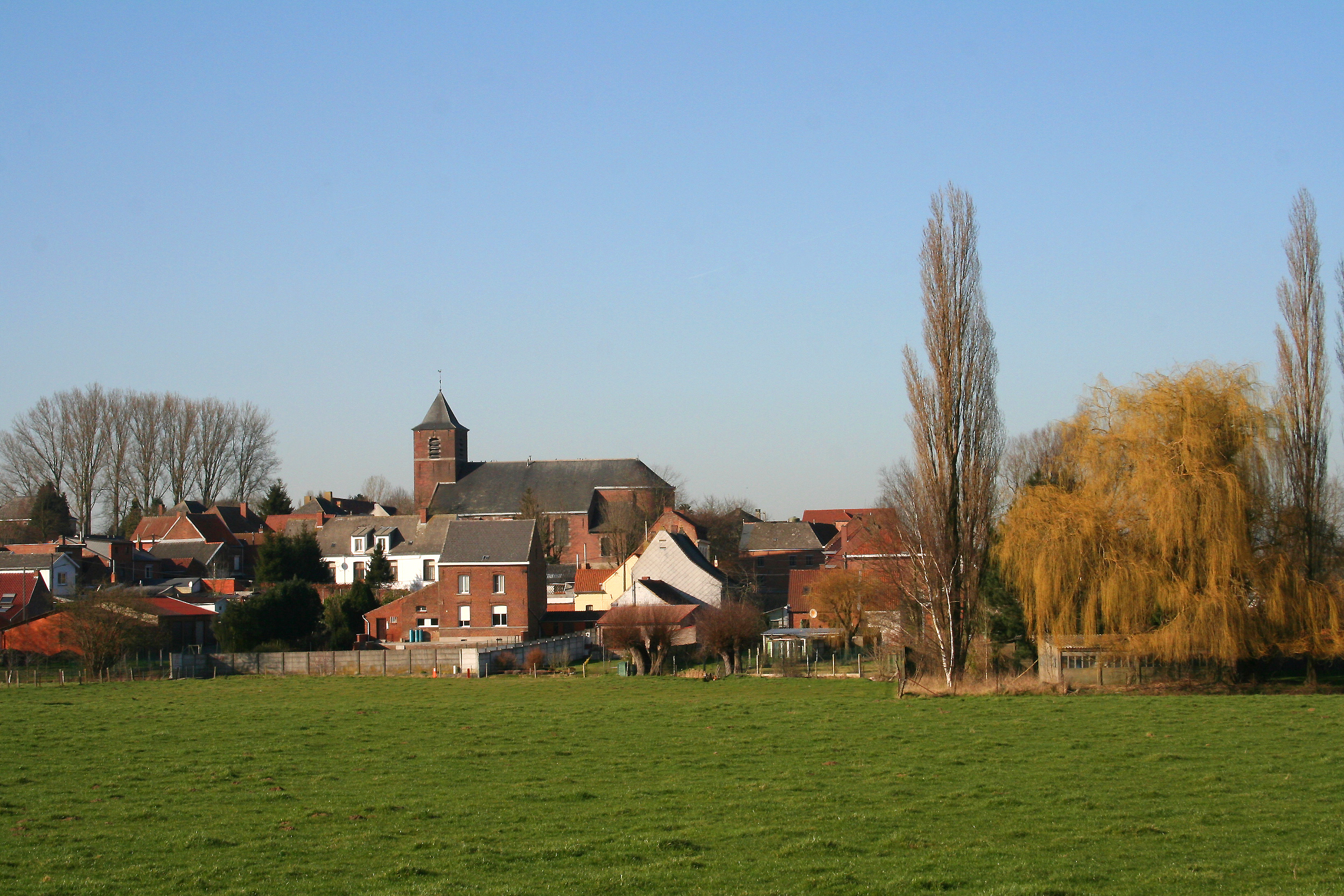
Gezicht op Bouvignies

## Nabijgelegen kernen
Rebaix, Mainvault, Aat